# Sellerie-Virus Y
Das Sellerie-Virus Y (englisch Apium Virus Y, ApVY; Spezies Potyvirus apii) ist ein Pflanzenvirus aus der Gattung Potyvirus.
Seine Erstisolierung gelang 2002 in nach Australien invasiv eingewanderten Pflanzen des Gefleckten Schierlings (Conium maculatum).
Es wurde in Anbaugebieten für Sellerie (Apium graveolens) in Kalifornien aus zwei verschiedenen Pflanzenarten der Gattung Engelwurzen (Angelica, Familie Apiaceae) isoliert, der Angelica lucida („Wilder Sellerie“) und Angelica genuflexa.
Seine bisher nachgewiesenen Verbreitungsgebiete sind neben Australien und Nordamerika Neuseeland und eventuell Europa.
Experimentell können mehrere Pflanzenarten der Familien Doldenblütler (Apiaceae), Fuchsschwanzgewächse (Chenopodiaceae) und Nachtschattengewächse (Solanaceae) infiziert werden. Die in der Natur vorkommende Übertragung auf Doldenblütler geschieht durch die Grüne Pfirsichblattlaus beim Saugakt des Pflanzensaftes. Infizierte Pflanzen zeigen eine Chlorose der Blätter, verkümmerndes und verkrümmtes Wachstum.

## Genom
Das Genom des Sellerie-Virus Y ist 9917 nt lang und kodiert in einem einzigen Offenen Leserahmen (englisch open reading frame, ORF) für ein Polyprotein von 3184 Aminosäuren. Vergleiche der Genomsequenzen zeigen eine Übereinstimmung von bis etwa 26 bis 53 % zu anderen Potyviren, wobei das nächst verwandte Virus das Sellerie-Mosaik-Virus (engl. Celery mosaic virus, CeMV; Spezies Potyvirus apiumtessellati) darstellt. Mit diesem zeigt es eine serologische Kreuzreaktivität und wird häufig als Koinfektion nachgewiesen.